# Воти
Воти (рус. водь, енгл. Vots) или Вод су најмалобројнији угрофински народ који је насељен у свега неколико села у округу Кингисеп Лењинградске области, у близини града Санкт Петербурга.

## Име
У писаним изворима, Воти су први пут поменути у 11. вијеку у налогу тадашењег кнеза Јарослава Мудрог (978—1054), у вези са путевима и мостовима, у том спису се могу наћи имена као што су „Водь” и Вочка област, које се односе на сјевероисточне Воте и њихово станиште. Јужна и сјеверозападна племена Вота, као и сви балтички-фински народи раније, називани су од стране Руса као Чуди. У средњем вијеку у Старој Ливонији, цијели сјеверозападни дио Новгородске кнежевине назван је Ватланд, а сви повезани народи били су звани Воти. Име Ватланд - Ватландија се ширило на запад преко Старе Ливоније. Пагански израз Ватландија се појавио у римокатоличким списима 12. и 13. вијека. Такође их је Папа Александар III спомињао у папској були епископу Упсале (од 1181. до 1195. године). Такође их спомиње папа Гргур IX надбискупу Упсале и епископу Линћепинга (1230. године). Појава Вота у писаним записима директно је повезана са интересима страних сила у земљама Вота.

## Станиште
Древна Ватландија је углавном заузимала простор западног и сјеверног дијела Ингерманланда. Око 1200. године Воти су насељавали простор од реке Нарве на западу до реке Ингер, како је још називају Ижора, на истоку, а од Финског залива на сјеверу до садашњег града Гдов на југу. Године 1848, забиљежено је 37 вотичких села, док је 1942. године тај број смањен на 23. Тренутно Воти и даље живе у пет села у округу Кингисеп области Санкт Петербург: Кукуси (Куровице), Рајо (Межнаки), Јогопера (Кракоље), Ливчула (Пески) и Лужице. Последње четири чине групу васиполских села. Неки Воти живе у селима из којих потичу само преко љета, а зиме проводе у градовима (Кингисеп, Санкт Петербург, Нарва).

## Становништво и антропологија
Брзо и неповратно смањење Вота може се пратити од средине 19. вијека од када су доступни први подаци о њима. Воти никада нису били бројан народ, али су преживјели ратове, глад и поморе, као и бројне асимилације (естонизација, али у много већој мери русуфикација). Изгледа да је главна прекретница била средина 19. вијека. Занимљива је чињеница да се број Карела, Ижора и Вепса знатно повећао, док се број Вота у истој мјери смањивао. Од 1939. године Воти нису забиљежени у пописима, а сви подаци о њима су добијени од појединих научника и истраживача.
Антрополошки гледано Воти припадају источно-балтичкој раси. Имају равну косу и плаве очи. У изгледу се не разликују од Ижора или Финаца. По својој искрености и живахнијем говору, више подсећају на Естонце.
Демографија:
| Година | Број становништва          |
| ------ | -------------------------- |
| 1848.  | 5 148 (П. вон Коепен)      |
| 1917.  | 1 000                      |
| 1926.  | 705                        |
| 1942.  | 400 (П. Аристе)            |
| 1959.  | 50 (П. Аристе)             |
| 1982.  | 66 (Х. Хеинсо, Ј. Викберг) |
| 1989.  | 62 (Х. Хеинсо)             |

## Језик
Вотски језик припада јужној групи балтичко-финских језика и најближи је сродник естонског језика. Постоје 4 дијалекта вотског језика западни, источни (главни дијалекти), кукуски и кревински дијалекат. Западни дијалект се говори и у селима Вајпола, Кукуски дијалект у селу Кукуси. Кревински дијалекат, енклава вотског у Летонији, већ је изумро у Курландији до средине 19. вијека. Последњи говорник источног дијалекта умро је 1960-их.
Језички контакти са неколико суседних народа вероватно су били фактори стабилизације који су помогли да вотски језик преживи. Потпадање под руску власт могло је значити потпуну двојезичност и, дакле, потпуну асимилацију, међутим, вотско-руска двојезичност никада није била универзална, у противном Воти не би били у стању да издрже до данашњег дана. Постоји, на пример, запис из 1544. године, да су Руси са подручја Ивангорода говорили њемачки боље од руског и да су заправо то били руски Воти. Према Д. Цветкову, 1850. године око 50% Вота је говорило руски језик, а црквено-словенски језик (тј. Божанска служба) могло је разумјети само око 10%. Може се закључити да је вишејезичност, умјесто двојезичности која је карактеристична код већине мањих народа, била карактеристика Вота као народа. Не постоји непремостива баријера која спречава разумевање између сродних језика (Вота, Ижора, Финаца, Естонаца). Поред тога, разумјели су и руски језик.

## Историја
Воти су најстарији народ у Ингерманланду као што је поменуто у књижевним записима. Појавиле су се током првог миленијума од северних Естонаца који су остали на источној страни ријеке Нарве и језера Пејпус (Пеипси). Одржавали су своје контакте са источном и сјевероисточном Естонијом, што потврђују дијалекти Кодавере и Луганусе-Јохви. Компаративно мала Вотичка племена никада нису формирала ни интегралну нацију нити засебну управну јединицу. Њихова земља се налазила у близини главних комерцијалних рута од истока до запада. Најранији археолошки налази потичу са Ижорске висоравни, између Кингисепа и Гатчине (4. и 7. вијек).
У другој половини првог миленијума, источно-словенска племена су стигла до земље Вота. Од 1069. године постоје информације о покушају да се ослободе плаћања пореза, када су заједно са војском Вишеслава Полоцког покушали да освоје Новгород. Поражени су. Касније, пошто је владавина Новгородске феудалне републике проширена (1136.-.1478), њихова зависност се повећала. Упркос чињеници да је на почетку језик којим се говорило на Новгородском већу био „чудски”, војна и политичка надмоћност су све више и више пропагирали руски језик. Године 1149, Воти су учествовали у војном походу из Новогрода против Хама у Финској. Вероватно су учествовали у другим војним походима из Новогора, као што су борбе против Швеђана 1240. и 1248. године, а против тевтонских витезова 1241, 1242. и 1269. године. Од 1270. године, Воти и Ижори су се појавили у евиденцијама о саставу Новгородске снаге.
Дуго времена су Руси били у оружаном сукобу са Шведском. Мир је дошао тек споразумом у граду Орешек 1323. године који је дефинисао домене обје земаље. Године 1240, Њемци су основали тврђаву Каприо (Копорие) и водили неколико војних похода између 1444. и 1447. године. Они нису успели да стекну снажно упориште. Они који су највише патили у тој борби је било локално становништво. Када је Новгород заузео Каприо, Воте и Чуде (сјеверозападне Воте) су објесили због сарадње са Њемцима.
Изгледа да је улога Вота у кнежевини Новгорода била значајна. Постојала је и улица у граду која је добила назив по Чудима и вотски пут који је водио ка сјеверу. Град је био подељен на пет „крајева”, а један од њих би се, изгледа, могао налазио на вотском путу до земље Вота. У Новгороду је постојала ханзеатска трговачка испостава, одржавани су живи трговачки односи са источним, као и западним трговцима. Убрзо је почело и ширење руског језика.
Године 1478, Велика московска кнежевина је уништила Новгород. Освојено кнежевство је подјељено на пет делова, од којих је сјеверни дио назван Вотска петина. Њена граница се налазила на западу дуж ријеке Луге до обала Нарве, а на истоку дуж ријеке Волхов до језера Ладога.
Године 1484, и 1488. велики број Вота је депортован у централну Русију, а руски колонисти су насељени на испражњене просторе. Истовремено, велика пажња је посвећена пропагирању православне вјере, јер је пружала чврсту подршку властима, као и читавом процесу русификације. За Воте, утицај Новгорода је, поред пореза и обавеза као вазала, значио и прихватање грчко-православне религије. За мисионарски рад православне цркве, црква и манастир Јама (Јамбург) основани су 1348. године. Међутим, све до 16. вијека (1534. и 1548. године) надбискупи Новгорода, Макарије и Теодосије, жалили су се да су Воти пагани. Велика московска кнежевина је схватила хришћанизацију (тј. Обезбеђивање земље) врло озбиљно. Иља Монах и каснији мисионар Никифор су напорно радили (масовна крштења, уништавајући светиње и жртвенике пагана), како би Воти били добри хришћани. У то вријеме, етничка имена Вота су престала да се употребљавају. Руска хришћанска имена, дата су им од стране православне цркве и то у прилагођеном облику. Према условима Столбовог мировног споразума из 1617. године, Ингерманланд је постао територија државе Шведске. Швеђани су такође покушали да користе религију, пропагирајући лутеранизам, да учврсте власт на добијеним територијијама. Међутим, део Вота је побјегао преко границе на руску страну. Слободна подручја била су попуњена сељацима доведеним из југоисточне Финске. Остала је разлика у религији - Ингријци су протестанти, док су Воти и Ижори остали православни.
Као резултат Великог сјеверног рата, Ингерманланд је поново постао дио Русије (де факто - 1703. године, де јуре - 1721. године). Осим штете и патње које је проузроковао рат, довео је до догађаја знатно већег значаја, а то је било оснивање града Санкт Петербурга, средином Балтичко-финског подручја.
До средине 19. вијека ситуација се развила тако да Воти у то доба полако почињу да преферирају руске пјесме и стил одјеће. Слобода кретања промовисала је ширење руског језика током школовања и културног живота (нарочито у вези са Санкт Петербургом), повећала значење руског језика. Најбитнији фактор у овом процесу била је Руска православна црква која је, упркос различитим националностима, ујединила људе једне цркве и утицала на начин живота и обичаје. Језик је остао једина разлика између два народа, док га Воти нису превазишли. Двадесетих година прошлог вијека већ је било тешко препознати Вота од Руса.

### Совјетски режим
Совјетски режим је промјенио цијели живот Вота. Најдјелотворнији фармери су депортовани и били су приморани да присиљавају друге да се одрекну своје имовине и придруже колхозама. Физичко насиље је комбиновано са социјалном неправдом (урбани радници и градови уживали су привилегије), као и вјерским и националистичким прогоном. Домаће рукотворине биле су такође забрањене. За сузбијање различитих облика протеста, многи су означени као такозвани „непријатељи народа”. На пример, један Вот би могао бити депортован из своје домовине због тога што се не региструје као Рус.
Током Другог свјетског рата Ингерманланд је био главна ратна зона. Када су се Њемци повукли, неки балтичко-фински народи одведени су у Финску као избјеглице. Тако је било са већином Вота. Након прекида ватре са Финском, Русија је поднијела захтјев за повратак тих људи. Совјетски комесари су их привукли причом о својој родној земљи и гробовима предака, а онда су им пријетили да ће их вратити силом. Неки од Вота су успјели побјећи у Шведску, неки у Естонију, они који су се вратили били су расељени широм Совјетског Савеза.
Након Стаљинове смрти, бројне молбе су послате у Москву, а као резултат тога, од 1956. године, бројним Вотима је дозвољен повратак својим кућама. Међутим, њихове куће су већ биле насељене другим људима. Већина Руса који сада живе у старим вотским селима чак ни не зна ко су Воти или гдје су живили.

## Култура
Воти су од давнина били фармери и сточари. Занати су били суштински део вотског живота. Свако село имало је ковача и чустера, дрвена пловила прављена су у Валковици, земљано посуђе у Мати. Пуно је писано о вотичком раду са дрветом, транспортним радовима, изради брезовог катрана, и сличним предметима. Такође су могли и да се кроз Вотичка села примјете и кожњачи, кројачи, столари.
Од читаве вотске културе најбоље се очувала национална кухиња. Главна јела Вота су били ражани хлеб са квасцем, каше (јечмена и ражана), репа и овсени или јечмени гриз од пропрженог зрна. О празнику су се пекле јечмене лепиње које служе као мезе уз домаће пиво. Рибу су спремали на жарачу.
Посебан карактеристика овог народа је и њихова народна ношња која има јарке боје. Воти данас носе националну ношњу само за празнике у Русији, Естонији и Финској. Раније је то било њихово свакодневно одело. Девојке су носиле сарафане од белог ланеног платна, без рукава, преко којих су облачиле кратки женски капут. Све то је украшавала капица и неколико појасева. Удате жене су носиле капу од беле тканине и плаве сарафане. Мушки костими су крајем 19. вијека престали да се разликују од обичног свакодневног одјела. Задржала се само капа са црвеним врхом. Такође, у школи сусједног вотског села Кракоље дјеца пјевају народне пјесме, играју и уче стару традицију у ансамблу „Линут” као покушај очувања традиције и језика Вота. Поред тога постоји и музеј (кућа) у коме су били изложени традиционални предмети као што су: национални вез са вотском симболиком, рецепти за пите, лутке и ретке фотографије, које је прикупила и изложила у својој кући једна од припадница овог малобројног народа. Експонате су јој доносили овдашњи житељи из својих породичних архива. Музеј је два пута горио у пожару – 2001. и 2006. године.
Једна од карактеристика овог народа је прављење лутака. Све лутке амајлије су без лица и не служе за игру. Како вјерују, оне чувају човјека. Оне се праве од исте тканине као одјећа. По њивом вјеровању такве лутке се не смију вријеђати, као и то да лутка све осјећа и да су у њој сила природе и њиховог народа.

## Писмо
Воти никада нису имали писани језик, нити школовање или своју литературу. Током тридесетих година, Воти су били једина мањина у сјеверозападној Русији за коју није створен писани језик.

## Истраживања
Постоји богат и разноврстан материјал о етнологији и фолклору Вота. Вотички фолклор открио је за академију министар из Нарве, О. Л. Трефурт, 1783. године. Први писани одломци објављени су у компаративном речнику П. С. Паласа под називом „Linguarum totius orbis vocabularia comparativa” (1787—1789. године). Вотичку граматику су написали А. Алквист („Wotisk Grammatik”, 1856. године) и П. Аристе („Vadja keele grammatika”, 1948. године и „A Grammar of the Votic Language”, 1968. године). Колекције текстова Вота објавили су Л. Кетунен и Л. Пости, Ј. Магисте, О. А. Мустонен, Е. Адлер и посебно П. Аристе. Ријечи кукусијског дијалекта коју су написали Л. Пости и С. Сухонен објављен је 1980. године, а 1990. године у Талину је објављен први академски рјечник вотског. Најцјеловитија збирка Вотског језика и фолклора је у рукопису које је прикупио П. Аристе (5.269 страна).